# Thema (Literatur)
Unter einem Thema (engl. auch Main Idea) versteht man in der englischsprachigen Literaturwissenschaft den Grund- und Leitgedanken eines Textes. Das Thema gilt dort – neben Handlung, Charakteren, Schauplatz und Stil – als grundlegender Bestandteil literarischer Fiktion.
In der deutschsprachigen Literaturwissenschaft, wo die Beachtung eher Stoffen und Motiven gilt, hat der Begriff sich nicht durchsetzen können. Gelegentlich wird hier jedoch der verwandte Begriff „Sujet“ verwendet.

## Abgrenzung
Gerald Prince (A Dictionary of Narratology, 1988, S. 111) stellt eine grundsätzliche Beziehung zwischen Thema und Rahmen in der Literatur her, indem er dem literarischen Thema eine Rahmenfunktion zuweist.
Von literarischen Motiven unterscheiden literarische Themen sich vor allem durch ihre höhere Abstraktheit bzw. fehlende konkretere Manifestationsformen. Literarische Themen sind beispielsweise Liebe, Inzest, Macht, Holocaust, Rache oder Tod.
Allerdings ist der literaturwissenschaftliche bzw. literaturkritische Sprachgebrauch in dieser Hinsicht wenig einheitlich; so vertritt beispielsweise M.H. Abrams (A Glossary of Literary Terms, 1988) die Auffassung, dass die Begriffe Motiv und Thema häufig bedeutungsgleich verwendet werden, obwohl es nach Jeremy Hawthorne günstiger wäre, den Begriff des Themas eher im Sinne einer allgemeinen Forderung bzw. einer Doktrin zu verstehen.
In der Erzähltheorie taucht in neueren Veröffentlichungen daneben der Begriff der Thematik (englisch thematics) auf, der teilweise auch als Synonym verwendet wird. Die Thematik wird vor allem durch die Erzähltechnik produziert und modifiziert, bezieht sich also eher auf das Endprodukt einer Erzählung in dem Sinne einer Summe aller aufgeworfenen Fragen, auf die eventuell nur einige wenige Antworten gegeben werden. Die Thematik hängt dabei nicht zwangsläufig von der bewussten oder unbewussten Intention des Autors ab.

## Stellenwert im amerikanischen Schulcurriculum
In den Vereinigten Staaten ist das literarische Thema bzw. die Main Idea einer der zentralen Unterrichtsgegenstände, anhand derer die muttersprachliche Lesekompetenz entwickelt wird. In der Middle School und den oberen Klassenstufen der Grundschulen war dieses Konzept bereits in den 1980er Jahren verbreitet; seit den 2000er Jahren wird Main Idea in zunehmendem Umfang auch in den unteren Klassenstufen der Grundschulen (in New York z. B. gegenwärtig von Klasse 1 an) gelehrt. Der Gedanke, der diesem Unterrichtskonzept zugrunde liegt, ist der, dass Texte nur verstanden werden können, wenn der Leser lernt, zwischen Details und der „größeren Idee“, die sich aus der Summe dieser Details ergibt, zu unterscheiden.

## Beispiel
- Ehebruch in der Literatur